# Wishmaster (álbum)
Wishmaster é o terceiro álbum de estúdio da banda finlandesa de metal sinfônico Nightwish, que foi lançado em 19 de maio de 2000 na Finlândia pela Spinefarm Records. A canção que leva o nome do disco, "Wishmaster", é considerada um dos grandes clássicos da banda, sendo adicionada em quase todas as coletâneas do grupo e executada em muitos concertos ao vivo, sendo que uma nova introdução orquestral foi registrada para a faixa durante as gravações do álbum Dark Passion Play.
Para promover o álbum, o Nightwish realizou entre 2000 e 2001 a turnê Wishmaster World Tour, que passou por diversos países ao redor do mundo. Uma apresentação especial em Tampere, Finlândia em dezembro de 2000 foi gravada e tornou-se o primeiro CD e DVD ao vivo da banda, From Wishes to Eternity.
Em 2019, a Metal Hammer o elegeu como o 18º melhor álbum de power metal de todos os tempos.
Wishmaster alcançou o primeiro lugar nas paradas oficiais finlandesas, um feito até então inédito, além de também estrear nas paradas europeias em 21º lugar na Alemanha e em 66º na França. Atualmente o álbum registra mais de 77 mil cópias somente na Finlândia.

## Estilo musical e canções
Wishmaster tem um tema de fantasia muito claro, talvez até mais do que seu antecessor. Embora geralmente considerado mais próximo do power metal convencional, há ainda uma grande variedade de canções mais lentas, como "Come Cover Me" e "Two for Tragedy", e mais peças épicas como "Dead Boy's Poem" e "FantasMic". A canção "The Kinslayer" foi escrita sobre as vítimas do Massacre de Columbine, enquanto "Wishmaster" foi inspirada pelas sagas de O Senhor dos Anéis e Dragonlance, mencionando Varda, Lothlórien e Portos Cinzentos; e Dalamar, Raistlin Majere (shalafi do Dalamar, ou "mestre"), Gilthanas, o Sla-Mori, e Inn of the Last Home. "FantasMic" é uma canção sobre as animações da Disney, especialmente sua fantasia e elementos de fábula, tendo ela o título do show da Disneyland, Fantasmic!.
Há também uma edição limitada de Wishmaster contendo a canção "Sleepwalker", um bônus da gravadora Spinefarm composta por Tuomas Holopainen, tecladista e compositor da banda. Uma outra versão ainda inclui o videoclipe de "Sleeping Sun".

## Faixas
| N.º            | Título                                               | Compositor(es)             | Duração |  |
| 1.             | "She Is My Sin"                                      | Tuomas Holopainen          | 4:46    |  |
| 2.             | "The Kinslayer" (com participação de Ike Vil)        | Holopainen                 | 3:59    |  |
| 3.             | "Come Cover Me"                                      | Holopainen, Emppu Vuorinen | 4:34    |  |
| 4.             | "Wanderlust"                                         | Holopainen                 | 4:51    |  |
| 5.             | "Two for Tragedy"                                    | Holopainen                 | 3:50    |  |
| 6.             | "Wishmaster"                                         | Holopainen                 | 4:24    |  |
| 7.             | "Bare Grace Misery"                                  | Holopainen, Vuorinen       | 3:41    |  |
| 8.             | "Crownless"                                          | Holopainen, Vuorinen       | 4:29    |  |
| 9.             | "Deep Silent Complete"                               | Holopainen                 | 3:58    |  |
| 10.            | "Dead Boy's Poem" (com participação de Sam Hardwick) | Holopainen                 | 6:47    |  |
| 11.            | "FantasMic"                                          | Holopainen                 | 8:18    |  |
| 12.            | "Sleepwalker" (faixa bônus)                          | Holopainen                 | 2:56    |  |
| Duração total: | Duração total:                                       | Duração total:             | 56:36   |  |

## Desempenho nas paradas
| País      | Parada (2000)           | Melhor posição |
| --------- | ----------------------- | -------------- |
| Alemanha  | Media Control Charts    | 21             |
| Finlândia | Suomen virallinen lista | 1              |
| França    | SNEP                    | 66             |

## Créditos
A seguir estão listados os músicos e técnicos envolvidos na produção do álbum Wishmaster:
| - Tuomas Holopainen – teclado - Emppu Vuorinen – guitarra - Tarja Turunen – vocais - Jukka Nevalainen – bateria, percussão - Sami Vänskä – baixo - Tero Kinnunen – engenharia de áudio - Mika Jussila – masterização - Mikko Karmila – engenharia de áudio, mixagem - Maria Sandell – arte do encarte - Markus Mayer – arte da capa - Toni Härkönen – fotografia | - Ike Vil – vocais em "The Kinslayer" - Sam Hardwick – vocais em "Dead Boy's Poem" - Esa Lehtinen – flauta Coral - Ville Laaksonen – vocais de tenor - Matias Kaila – vocais de tenor - Kimmo Kallio – vocais de barítono - Riku Salminen – vocais de baixo - Anssi Honkanen – vocais de baixo - V. Laaksonen – arranjos do coral |